# Scrophularia kurdica
Scrophularia kurdica är en flenörtsväxtart. Scrophularia kurdica ingår i släktet flenörter, och familjen flenörtsväxter.

## Underarter
Arten delas in i följande underarter:
- S. k. glabra
- S. k. kurdica